# Горак, Славек
Славек Горак (чеш. Slávek Horák; 12 января 1975 года, Злин, Чехословакия) — чешский режиссёр и сценарист. По окончании гимназии учился в Киношколе города Злин под руководством профессора Яна Гоголы. Затем поступил на факультет киноискусства Академии сценических искусств (Прага) — Кафедра  режиссуры, сценаристики и постановки в игровом кино, где обучался под руководством Карела Смычека и Яромила Иреша. Обучение не закончил из-за большой загрузки в качестве режиссёра рекламных роликов, благодаря которым начался рост его карьеры, что позволило ему работать над самыми разнообразными проектами: от глобальной кампании для Lexus до Чешской страховой компании с Петром Чехом, он проводил съёмки для корейцев в Австралии, для русских в Африке, для японцев в Чехии и для чехов в Южной Америке. Получал награды на чешских и международных рекламных фестивалях. Для международного проекта Straight8 снял два короткометражных фильма, оба были выбраны из более чем сотни работ со всего мира, вошли в шестёрку сильнейших и были показаны на кинофестивале в Каннах. Один из них, «Дежа вю», попал на фестивали и в авангардные проекты, от Сан-Франциско до Сиднея. В качестве ассистента режиссёра работал с Яном Свераком над фильмом «Коля».

## Фильмография
- Two Little Wings (2004 – короткометражный фильм)
- Дежа вю (2005 – короткометражный фильм)
- Домашний уход (2015 – полнометражный фильм): показан в Москве в кинотеатре «Люксор» 18 октября 2016 года на открытии очередного фестиваля нового чешского кино Czech In.